# Robert Esnault-Pelterie
Robert Esnault-Pelterie (Parijs, 8 november 1881 - ?, 6 december 1957) was een Frans luchtvaart- en raketpionier. Hij was, samen met Goddard, Oberth en Tsiolkovski, een van de grondleggers van de theorie van de ruimtevaart.
Zijn vader was een geslaagd eigenaar van een katoenen kledingfabriek; het gezin kon er royaal van leven. De jonge Robert ging studeren aan de Sorbonne en haalde in 1902 diverse graden in plantkunde, natuurkunde en scheikunde. Daarna ging hij verder met een studie engineering.

## Luchtvaart

### Voorbeeld: gebroeders Wright
In 1902 probeerde hij met een replica van het vliegtuig van de gebroeders Wright te vliegen. Dit eindigde in een fiasco, aangezien Esnault-Pelterie over onvoldoende gegevens over het toestel beschikte. Bovendien bleek zijn begrip omtrent hun stuurtechniek onvolledig. Daarom poogde hij op andere manieren succes te behalen. In 1903 vond hij het rolroer uit, waar ieder modern vliegtuig heden ten dage mee is uitgerust.

### Zijn eerste ontwerpen

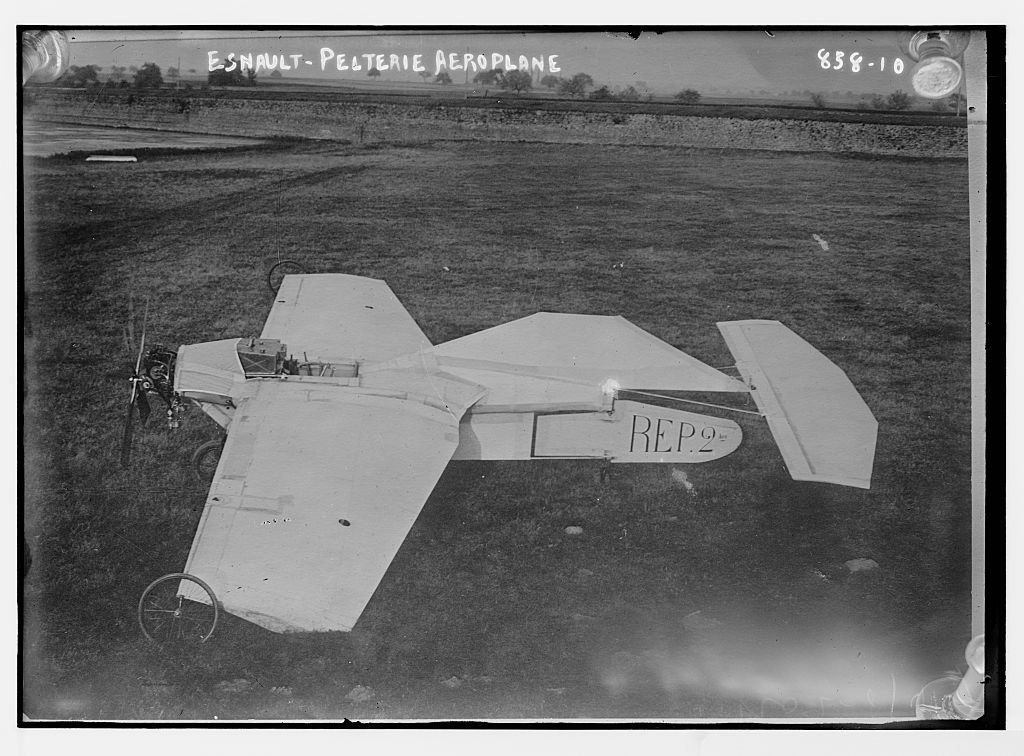
Deze ansichtkaart toont de R.E.P. 2 uit 1908. Een met doek bekleed houten geraamte op fietsvelgen met een motor en wat kabels.

Esnault-Pelterie begon aan de basis. Hij ontwierp en bouwde zweefvliegtuigen, waarmee hij vervolgens proefvluchten uitvoerde in de buurt van Calais. Toen deze prototypes hun praktijktest doorstonden, waagde hij zich aan gemotoriseerde toestellen. Op 19 oktober 1907 vloog hij een van de eerste gemotoriseerde eendekkers, de R.E.P. eendekker. Deze was uitgerust met een door hemzelf ontworpen stermotor met zeven cilinders. Het was een revolutionair ontwerp, met voor de eerste maal in de geschiedenis een van metaal vervaardigde, gesloten vliegtuigromp die door een geraamte van gelaste stalen buizen werd ondersteund. Dan nog bleven de prestaties van dit toestel zeer bescheiden; de luchtvaart zette haar eerste schreden op het lange pad van vallen en opstaan. De langste vlucht ging over een afstand van ± 800 meter.

### Ongeluk, Parijse luchtshow
Het besturen van deze "vliegende kippenhokken" was echter niet zonder gevaar. Ook Esnault-Pelterie crashte op 18 juni 1908; hij raakte tijdens het ongeluk zwaar gewond. De jongeman had gedurende revalidatie ruim de tijd om zich over zijn toekomst te beraden. Esnault-Pelterie besloot nimmer meer zelf de stuurknuppel ter hand te nemen en liet dat over aan anderen. Hij was bang dat zijn opgelopen handicaps hem parten zouden spelen en hij tijdens het sturen een onverhoedse beweging zou maken. Op 25 september 1909 werd Esnault-Pelterie een van de medeoprichters van de Luchtvaartshow van Parijs, vandaag de dag nog steeds een van de meest toonaangevende ter wereld. Dit was de eerste tentoonstelling die geheel aan luchtvaart was gewijd. In 1927 vond hij een medestander als pleitbezorger van luchtvaart. De bankier André Louis-Hirsch stelde samen met hem een jaarlijkse prijs van 5000 frank in, de "Prix REP-Hirsch". Deze kende men toe aan de auteur van de meest baanbrekende publicatie betreffende avionica. Hermann Oberth kreeg deze als eerste uitgereikt, voor zijn tweede editie van het werk Wege zur Raumschiffart (1929).

## Ruimtevaart

### Belangstelling verschuift
Eenmaal gestopt met vliegen, verschoof zijn interesse naar ruimtevaart. Vanaf 1912 schreef hij publicaties op zijn naam en gaf lezingen. Op 15 november 1912 bracht hij een paper uit, waarin hij de technische problemen uiteenzette waarop de wetenschap tijdens ruimtevluchten stuitte. Ook gaf hij het gebruik van atoomenergie in overweging, om vluchten naar de maan en planeten mogelijk te maken. In de vroege dertiger jaren stapte hij daar vanaf, door de vooruitgang met conventionele brandstoffen. Tevens gaf hij opmerkelijke toespraken om de belangstelling hiervoor aan te wakkeren.
In 1929 zag zijn concept van aerobraking het levenslicht. Een jaar later bracht hij L'Astronautique (Astronautics) uit, in 1934 gevolgd door L'Astronautique-Complement. Hierin zette hij alle opgedane kennis omtrent ruimtevluchten en raketonderzoek op een rijtje. Hij zette wiskundige formules over raketprestaties en omloopbanen uiteen, besteedde aandacht aan sondeerraketten en besprak interplanetaire vluchten. L'Astronautique was een uitgebreide versie van enkele lezingen uit 1927 voor het Franse Astronomische Genootschap en zijn manuscript l'Exploration par fusées de la très haute et la possibilité des voyages interplanétaires uit 1928.
Esnault-Pelterie beperkte zich zeker niet tot vreedzaam gebruik van raketten. Vijf jaar daarvoor (1929) deed hij het Franse leger een voorstel tot ontwikkeling van ballistische raketten voor het bestoken van de vijand. Hij was stellig van mening, dat zulke wapens zware explosieven konden meedragen over afstanden van honderden kilometers. Één van zijn tijdgenoten bewees vijftien jaar later Esnault-Pelterie's gelijk.

### Nieuw ongeval
In 1931 hield hij zich met raketproeven voor het Franse leger bezig; in oktober eindigde een test (met als stuwstoffen vloeibare zuurstof en tetranitromethaan) in een explosie. Die rukte vier vingers van zijn linkerhand, maar hij ging onverdroten voort met zijn proefnemingen. De overheid kende hem in 1934 extra fondsen toe voor de verdere ontwikkeling van zowel vaste brandstof- als vloeibare brandstofraketten. Deze moesten bommen naar de vijand schieten. Echte technologische doorbraken bleven echter uit en het onderzoek kabbelde voort, tot de uitbraak van de Tweede Wereldoorlog deze beëindigde.
Esnault-Pelterie schreef nog een belangrijke uitvinding op zijn naam: de draaibare raketuitlaat, die nu gemeengoed is. Verder verleende men hem meer dan 200 patenten en was hij officier in het Legioen van Eer.

## Spoetnik en overlijden
Op zijn oude dag beleefde hij de verwezenlijking van zijn toekomstdroom. Op 4 oktober 1957 steeg Spoetnik 1 op vanaf Tjoeratam. Robert Esnault-Pelterie overleed op 6 december 1957. De exacte locatie van zijn overlijden is onduidelijk. De Esnault-Pelterie krater op de achterkant van de maan is naar hem vernoemd.